# Historia Polaków na Litwie
Historia Polaków na Litwie – obejmuje losy narodu polskiego na terenie Litwy.

## Polacy w Wielkim Księstwie Litewskim
Po przyjęciu chrześcijaństwa w 1387 roku nastąpił zwiększony napływ ludności polskiej na Litwę. Przybywali tam przedstawiciele polskiego duchowieństwa zakonnego i świeckiego, żołnierze, urzędnicy dworscy i mieszczanie. Wszystkie miasta litewskie uzyskały prawo magdeburskie i uległy całkowitej polonizacji w XVI wieku. W połowie XVI wieku nastąpiła też polonizacja magnaterii i szlachty litewskiej. Po rozbiorach, w 1796 roku polska szlachta i mieszczaństwo stanowiły 15,5% ludności guberni wileńskiej, polska była też znaczna część ludności chłopskiej.
Dawniejsze poglądy polskich historyków łączące pojawienie się ludności polskiej na Litwie w wyniku najazdów na ziemie etniczne polskie podejmowane przez Litwinów są dzisiaj odrzucane. Liczby uprowadzonych nie były tak wielkie jak podawały ówczesne źródła (np. 40 tys. uprowadzonych podczas najazdu na Łęczycę w 1227 r.) bardziej oparte na legendach niż faktach. Jeńcy ci dość szybko wtopili się w otoczenie litewskie i nie mieli wpływu na późniejszy obraz etniczny Litwy.
Wraz z przyjęciem chrześcijaństwa w 1387 roku nastąpił napływ polskiego duchowieństwa na Litwę. Zapoczątkowany tym proces stopniowej polonizacji elit Wielkiego Księstwa szedł w parze z ruszczeniem się ludności litewskiej. Przy czym zruszczona szlachta litewska polonizowała się szybciej niż rdzennie litewska. Początkowo procesy polonizacyjne obejmowały tylko górną warstwę stanu szlacheckiego oraz mieszczaństwa. Już w 1576 r. Augustus Rotundus, historiograf Litwy, pisał, że j. litewskim mówią wieśniacy, natomiast szlachta powszechnie przyjmuje język polski. Procesy polonizacyjne doprowadziły do tego, że już w XVII wieku ziemianie litewscy mówili o sobie: gente Lituani, natione Poloni (z urodzenia Litwini, z narodowości Polacy).
Upadek I Rzeczypospolitej oraz nieudane powstania zbrojne doprowadziły do wzmocnienia procesów polonizacyjnych drobnej szlachty litewskiej i ruskiej Wielkiego Księstwa Litewskiego utożsamiającej się duchowo i kulturowo z tradycjami polskimi. Represje popowstaniowe spowodowały, że ostoją polskości staje się kościół katolicki. Ponieważ kościół katolicki posiadał charakter polski przeto stał się elementem integrującym zarówno warstwy świadome, jak i masy ludowe (początkowo etnicznie litewskie podlegały stałemu ruszczeniu się co wiązało się z przesuwaniem granicy etnicznej Litwy na zachód, a zarazem slawizacja ułatwiała polonizację tych mas), które poprzez wyznanie zaczęły identyfikować się z polskością.
Powstanie polskiego pasa etnicznego ciągnącego się od Grodna do Dyneburga było procesem skomplikowanym, a zarazem gwałtownym i szybkim. Uważa się, że w chwili upadku Rzeczypospolitej w 1795 r. nie było na Litwie zwartych obszarów zamieszkałych przez ludność polską (do takiej kategorii nie zaliczamy ziemiaństwa i mieszkańców miast). Uwarunkowania polityczno-historyczne w XIX wieku były nieporównywalne do tych z czasów I Rzeczypospolitej. Represje caratu spadające na kulturę i język polski uniemożliwiały prowadzenie jakiejkolwiek świadomej i planowanej akcji polonizacyjnej. Pomimo tego atrakcyjność kultury polskiej była tak duża, że doprowadziła do wytworzenia się na pograniczu litewsko-białoruskim polskiego pasa etnicznego.
Według polskiej uczonej Haliny Turskiej, prowadzącej badania na ten temat w 20-leciu międzywojennym, odwrót od litewszczyzny rozpoczął się w trzeciej ćwierci XIX wieku, przy czym był to zwrot tak gwałtowny, że ludzie urodzeni w dziewiątym, ósmym, a nawet siódmym dziesiątku lat tego stulecia nic już, albo prawie nic z tego języka nie rozumieją, co świadczy, że należą do pokolenia, które wyrosło i wychowało się już w tradycji polskiej. Spostrzeżenia te potwierdzają zebrane przeze mnie informacje od starców ur. w połowie ubiegłego stulecia (tzn. 80-90-letnich). Pamiętali oni, że w dzieciństwie rozmawiali w domu z rodzicami po litewsku. Pokolenie młodsze (ok. 20–30 lat) mówiło już z rodzicami po polsku, ale pamiętało, że dziadkowie rozmawiali ze sobą po litewsku. Jedną z przyczyn szybkiej polonizacji ludności wiejskiej była reforma uwłaszczeniowa ludności chłopskiej w Rosji. Włościanie zaczęli mówić po polsku, bo poczuli się ludźmi wolnymi. Tego typu związek przyczynowy był podkreślany przez wielu rozmówców pamiętających wydarzenia zachodzące w ostatnich dziesięcioleciach XIX w. Innym czynnikiem było utożsamienie katolicyzmu z polskością w kontrze do prawosławia utożsamianego z rosyjskością.
Według pierwszego rosyjskiego spisu ludnościowego z 1897 r. (i zarazem jedynego w carskiej Rosji) struktura językowa guberni kowieńskiej i zachodniej części guberni wileńskiej prezentowała się następująco:
- Gubernia kowieńska – 1 544,6 tys. mieszkańców, w tym: 66% Litwini, 9% Polacy, 2,4% Białorusini, 4,7% Rosjanie, 13,7% Żydzi oraz 4,2% inni.
- Gubernia wileńska – 738,9 tys. mieszkańców, w tym: 34,1% Litwini, 14,3% Polacy, 28,1% Białorusini, 7,6% Rosjanie, 14,2% Żydzi oraz 1,7% inni.

Spis przeprowadzony przez władze carskiej Rosji był bardzo tendencyjny. Świadomość mas chłopskich które stanowiły ok. 80% mieszkańców Cesarstwa Rosyjskiego była jeszcze nie w pełni wykrystalizowana. Wydawało się, że w takich warunkach przyjęcie kryterium językowego będzie najlepszym rozwiązaniem. Okazało się to jednak zawodne. Na niektórych pograniczach etnicznych istniały pośrednie dialekty, które nawet lingwistom trudno było zaliczyć do odpowiedniej grupy językowej. Do tego były też tereny dwujęzyczne oraz takie gdzie język, przy identyfikacji, nie pokrywał się z narodowością. Większość mieszkańców uważających się za Polaków mówiła jeszcze w tamtym czasie jednym z dialektów języka białoruskiego, zarazem ludność ta coraz mocniej identyfikowała się z polskością.
Tym samym według polskiego uczonego Włodzimierza Wakara struktura językowa nie odpowiadała prawdziwemu obrazowi guberni kowieńskiej i wileńskiej w 1897 r. Według niego bliższe prawdzie były następujące wyniki:
- Gubernia kowieńska – 1 517,2 tys. mieszkańców, w tym: 67,2% Litwini, 11,3% Polacy, 0,2% Białorusini, 3,5% Rosjanie, 13,9% Żydzi oraz 3,9% inni.
- Gubernia wileńska – 721,3 tys. mieszkańców, w tym: 34,9% Litwini, 40,2% Polacy, 3,1% Białorusini, 5,4% Rosjanie, 15,3% Żydzi oraz 1,1% inni.

Potwierdzeniem badań W. Wakara był niemiecki spis okupowanej Wileńszczyzny przeprowadzony w 1916 r., który wykazał, że Polacy w części wschodniej stanowią 64,9% całej ludności (Kreis m. Wilno – 53,3%; Wilno – 91,1%; N. Święciany – 61%), natomiast zachodniej 35,9% (Kreis Szyrwinty – 72,8%; Malaty – 48,4%; Koszedary – 44,7%; Syłgudyszki 15,5%; Olita – 14,9%).

## Polacy na Litwie kowieńskiej 1919–1940
Pierwszy narodowy spis litewski wykazał 65,6 tys. Polaków na Litwie, co miało stanowić 3,3% ludności kraju: Polacy byli więc drugą po Żydach mniejszością narodową pod względem liczebności. Dane te były jednak wielokrotnie kwestionowane przez organizacje polskie, które szacowały liczbę Polaków na ponad 200 tys.
Według danych oficjalnych najwięcej Polaków żyło w gminach Łopie (90%), Jewie (77%), Wędziagoła (72,5%), Bopty (60%), większość ludności stanowili też w Szyrwintach, Giedrojciach i Janiszkach. W gminie Czerwony Dwór Polaków było 39,3%, a w Kiejdanach 35,75%.
Znaczną część ludności stołecznego Kowna również stanowili Polacy: w latach 1918–1922 wybrano ich do Rady Miasta kilkunastu.

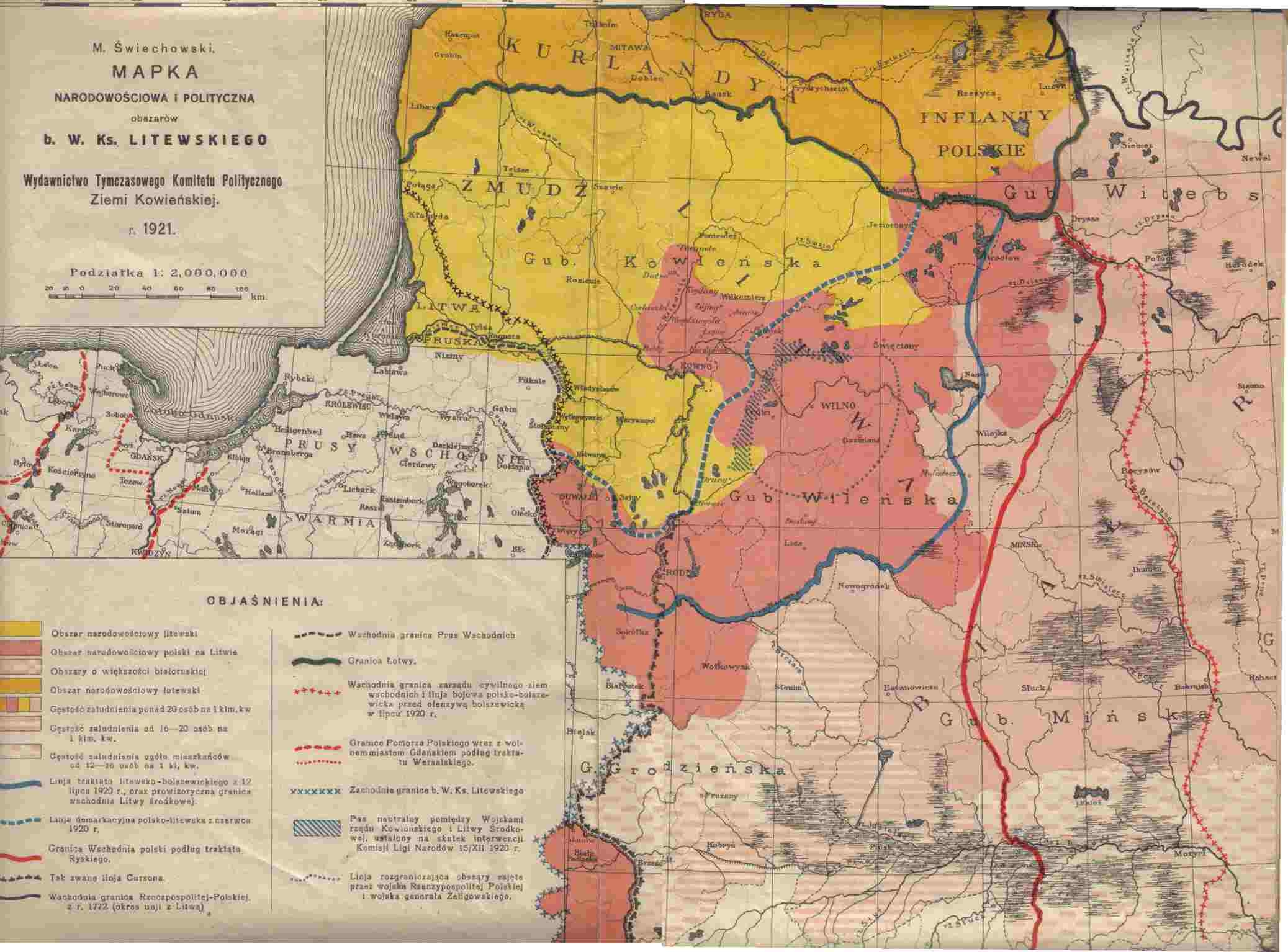
Mapa narodowościowa i polityczna zachodniej części b. WKL według stanu z 1921 r. Czerwony oznacza zwarty obszar zamieszkany w przewadze przez ludnością polską, a żółty litewskojęzyczną. Wydawnictwo Tymczasowego Komitetu Politycznego Ziemi Kowieńskiej.

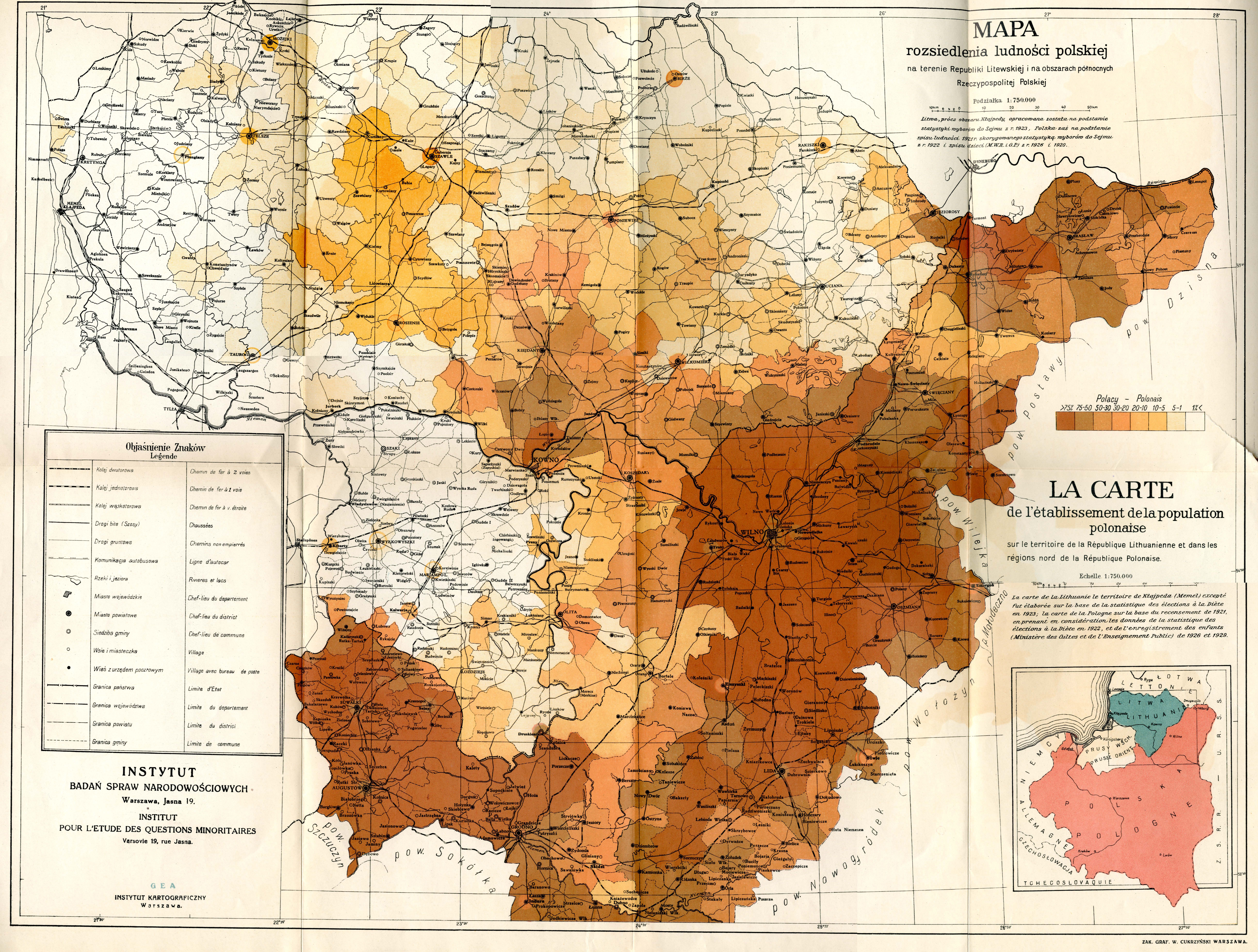
Mapa zamieszkania ludności polskiej na terenie Litwy Środkowej

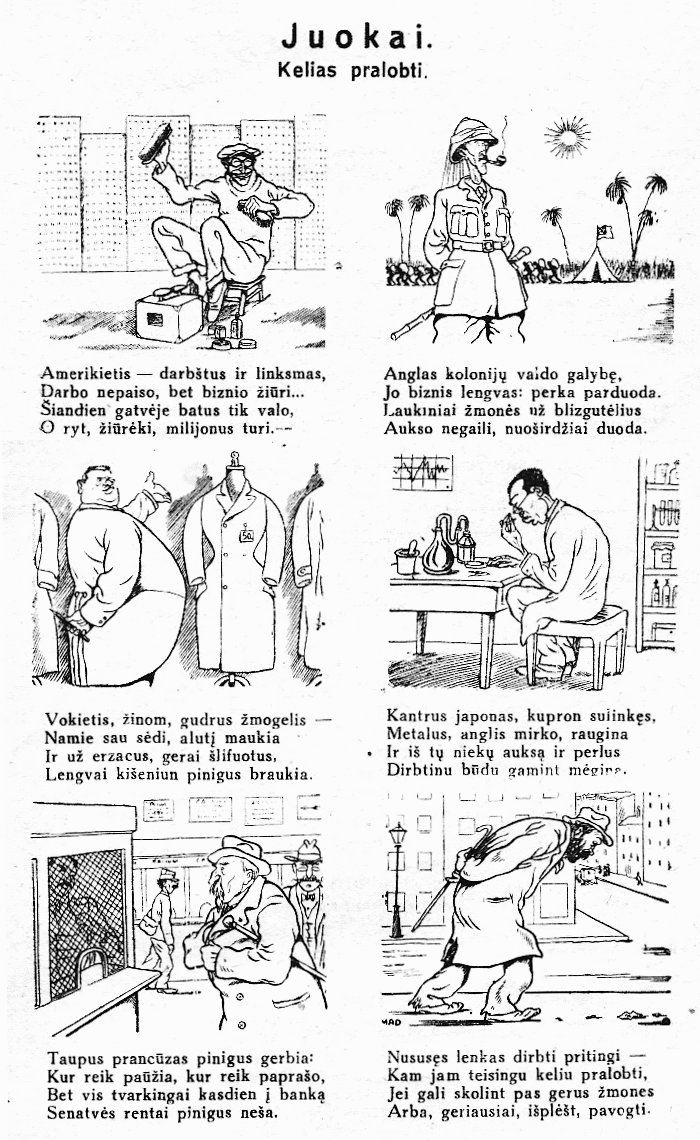
Drogi bogacenia się – zbiór ilustrowanych fraszek z litewskiej prasy międzywojennej przedstawiający nieżyczliwie i stereotypowo cechy narodowe Polaków (obrazek ostatni) na tle odpowiednich cech Amerykanów, Anglików, Niemców, Japończyków i Francuzów

Prawa Polaków zostały zabezpieczone w konstytucji państwa litewskiego z 1922 roku oraz w Deklaracji o prawach mniejszości z 12 października 1920 roku.
W pierwszych latach Litwy niepodległej oficjalnie nie istniała ogólna organizacja polska: interesy Polaków reprezentował Polski Centralny Komitet Wyborczy oraz polski klub poselski w litewskim sejmie. Na czele PCKW stanął Kazimierz Janczewski, później zastąpił go Eugeniusz Roemer.
W 1920 roku do litewskiego sejmu ustawodawczego wybrano 3 polskich posłów: Bronisława Lausa, Adolfa Grajewskiego i Józefa Śnielewskiego. Byli oni przedmiotem stałego ataku litewskich posłów nacjonalistycznych jako agenci imperialnej RP, na forum sejmu dochodziło do niewybrednych ataków personalnych, a w sierpniu 1921 roku nawet do pobicia polskich posłów. Wtedy też frakcja polska zadecydowała o wycofaniu się z uczestnictwa w pracach parlamentu.
Przedmiotem sporów z większością litewską były nie tylko sprawy narodowe, ale i kwestia gospodarcza: rządy chadeckie zdecydowały się na przeprowadzenie radykalnej reformy rolnej, która uderzała głównie w polskich właścicieli majątków.
Polaków wybierano również do sejmów II i III kadencji w latach 1923 i 1926. W roku 1923 do parlamentu dostali się Wiktor Budzyński, Bolesław Lutyk, Wincenty Rumpel i Kazimierz Wołkowycki.
Polacy współpracowali na forum sejmu z przedstawicielami dwóch innych mniejszości: Żydami i Niemcami, przeciwstawiając się atakom partii nacjonalistycznych.
W 1926 roku do sejmu wybrano Jana Bucewicza, Wiktora Budzyńskiego, Tomasza Giżyńskiego i Bolesława Lutyka. Posłowie polscy wraz z innymi mniejszościami zadecydowali wtedy o powierzeniu rządów litewskim ugrupowaniom lewicowym: socjaldemokratom i ludowcom. W trakcie ich kilkumiesięcznych rządów sytuacja mniejszości narodowych (głównie Polaków) znacznie się poprawiła.
Posłowie polscy początkowo ze spokojem przyjęli litewski przewrót wojskowy z grudnia 1926 roku, udzielając kredytu zaufania ugrupowaniu tautininków, jednak po paru miesiącach wraz z mniejszością żydowską i niemiecką przyczynili się do odwołania rządu, co doprowadziło do rozwiązania przez prezydenta parlamentu.
W 1923 r. zostały zakazane na Litwie wszelkie polskie szyldy i napisy, a przy wydawaniu dowodów osobistych polskie nazwiska zmieniano na litewsko brzmiące.
W dniu 26 września 1926 r. w kościele św. Trójcy w Kownie i w jego okolicach bojówki litewskie dokonały pogromu na ludności polskiej, podczas którego Litwini pobili pałkami i poranili nożami około 50 Polaków.
W dniu 23 maja 1930 roku doszło w Kownie do zajść antypolskich, podczas których zdemolowano Gimnazjum Polskie przy ul. Leśnej, napadnięto redakcję gazety Dzień Kowieński, polską księgarnię „Stella” przy ul. Kiejstuta 29, zakład fotograficzny Sawsienowicza, cukiernię Perkowskiego i polski klub sportowy „Sparta Kowno”.
Prasa polska na Litwie kowieńskiej
W okresie międzywojennym Polacy wydawali na Litwie „Chatę Rodzinną” i „Dzień Kowieński”. Pisma te były cenzurowane przez rząd litewski.
Szkolnictwo polskie na Litwie w latach 1918–1940
W Kownie istniało prywatne gimnazjum polskie im. Adama Mickiewicza. Oprócz tego istniały gimnazja polskie w Wiłkomierzu i Poniewieżu oraz państwowe w Kownie.

## Polacy na Litwie radzieckiej 1940–1991
27 września 1939 roku podpisano w Moskwie radziecko-niemiecki „traktat o granicach i przyjaźni”, stwierdzając w nim cynicznie, że „po upadku byłego państwa polskiego”, ustalona zostaje nowa granica między Niemcami i ZSRR. Sferę wpływów radzieckich rozciągnięto na niepodległe jeszcze państwo litewskie. W zamian za przyjęcie 30-tysięcznego garnizonu Armii Czerwonej, bazy w Radziwiliszkach oraz eksterytorialnej linii kolejowej przez Wilno do Libawy Litwa otrzymała od Kremla Wileńszczyznę. 14 października rząd litewski zawiadomił posła polskiego w Kownie, że przestał uznawać polski rząd emigracyjny, ponieważ Rzeczpospolita przestała istnieć, a ponadto że odtąd Wilno (ograbione wcześniej przez okupacyjne władze radzieckie) jest integralną częścią Litwy. W rezultacie, w cztery dni później Litwini obsadzili północno-zachodnią część Wileńszczyzny, okupowaną do tej pory przez Armię Czerwoną. Na terenie zajętym na razie przez Litwę, obejmującym około 1,6% obszaru Polski przedwrześniowej, znajdowało się około 500 tys. osób, w tym około 2/3 Polaków.
Sytuacja Polaków w zajętej przez Litwę części Polski była początkowo dość dobra. Dopiero w pierwszych miesiącach 1940 roku zaczęły się poważniejsze szykany antypolskie litewskiej policji. Po zajęciu przez Niemcy (w maju i czerwcu 1940 r.) Belgii, Holandii i Francji, Stalin przystąpił do zaboru Litwy, Łotwy i Estonii, przewidzianego, podpisanym z Niemcami, traktatem z 28.09.1939, chcąc wzmocnić kontrolę strategicznie ważnych wybrzeży Morza Bałtyckiego, a także zamanifestować wobec Berlina swą siłę. 15 czerwca 1940 roku rząd radziecki wystosował do Litwy, Łotwy, a nazajutrz do Estonii ultimata, po czym nie czekając na odpowiedź, Armia Czerwona wtargnęła na terytoria wszystkich trzech państw, ustanawiając okupację wojskową i marionetkowe „rządy ludowe”. W miesiąc później, przeprowadzono głosowanie na wyznaczonych kandydatów i wybrane w ten sposób zgromadzenia zwróciły się z „prośbą” o wcielenie do Związku Radzieckiego. Tak powstały Litewska, Łotewska i Estońska SRR, w której NKWD natychmiast rozpoczął masową akcję eksterminacyjną wśród inteligencji i wszystkich sił niepodległościowych. Pod kontrolą ZSRR znalazło się 50 tys. Polaków łotewskich i 150 tys. litewskich, a także 350 tys. Polaków z Wileńszczyzny.